# (18241) Genzel
(18241) Genzel est un astéroïde de la ceinture principale.

## Description
(18241) Genzel est un astéroïde de la ceinture principale. Il fut découvert le 29 septembre 1973 à l'observatoire Palomar par Cornelis Johannes van Houten, Ingrid van Houten-Groeneveld et Tom Gehrels. Il présente une orbite caractérisée par un demi-grand axe de 2,73 UA, une excentricité de 0,07 et une inclinaison de 5,2° par rapport à l'écliptique.
Il a été nommé en honneur de l'astrophysicien allemand Reinhard Genzel.

## Compléments